# Pero teleclyta
Pero teleclyta là một loài bướm đêm trong họ Geometridae.